# Anchieta (Santa Catarina)
Anchieta é um município brasileiro do estado de Santa Catarina. Sua população em 2022 era de 5.943 pessoas. Tem área territorial de 232,348 quilômetros quadrados.
O acesso pode ser realizado a partir da BR-163 e depois seguir pela SC-305. Outro caminho é pela SC-161, a partir da BR-282.
Tem como principais atividades econômicas agricultura, bovinocultura, turismo ao ar livre e fábricas de móveis, fábrica de máquinas para madeiras e peças de caminhão. Teve operações de crédito em 2016 de R$ 71.868.680.
Teve colonização italiana, que é também a principal etnia. Mas anteriormente aos colonizadores, pelos objetos fósseis encontrados no território de Anchieta, é comprovado que grupos indígenas foram os primeiros povos que viveram de forma seminômade ou usando a natureza anchietense como parte dos caminhos intertribais da época.
É localizado no extremo-oeste, na microrregião de São Miguel do Oeste, a 698 km de Florianópolis. O clima é Mesotérmico úmido, com verão quente e temperatura média de 17,8 °C.
É também a Sede de Comarca, sediando o Fórum da Justiça que atende também o município de Romelândia.
Sediou a Festa Nacional do Milho Crioulo e Sementes Crioulas por vários anos. Atualmente sedia a Expo Anchieta com comércio, shows nacionais e grande público, além de festas locais.

## História

### Origens, povoamento e etimologia
Anchieta, como uma grande quantidade de municípios do Oeste de Santa Catarina, surgiu com o planejamento urbano. Competia o trabalho à empresa "Pinho e Terras Ltda", que iniciou a exploração da região em 1950.
Vitório Picolli, o casal e dez descendentes, foram a primeira família fixada no município. Então esse fato aconteceu na data de 20 de setembro de 1953. Depois vieram as famílias de Júlio Daltoé, Ângelo Cescon, Valdemiro Balestrin, Antonio Moscon, família Lazzarotto e demais. O senhor Olímpio Dal Magro que morava em São Miguel do Oeste e administrava a participação dos funcionários na capitalização da colonizadora responsável pela construção da cidade, estando acompanhado de demais pioneiros e dois clérigos, veio à capital do município de hoje e construiu uma picada de grande comprimento com o auxílio de instrumentos agrícolas como a foice e o facão. No local denominado "Prateleira", a missa foi celebrada pelos sacerdotes em homenagem ao padre espanhol José de Anchieta, daí nasceu a ideia do nome do município de hoje.

### Formação administrativa e história recente
Anchieta desenvolveu-se rapidamente. Por uma dezena de anos, o então distrito foi elevado à categoria de município, por meio da Lei nº 876, de 29 de março de 1963, desmembrando-se de Guaraciaba, sendo instalado no dia 10 de abril de 1963.
David Perin foi o seu primeiro prefeito escolhido por nomeação governamental estadual e teria passado o cargo ao senhor Orestes Gheller como primeiro prefeito escolhido por voto popular.
Faz parte da Mesorregião do Oeste Catarinense, mais precisamente na Microrregião de São Miguel do Oeste e seus 231,991 km² possuem solos de fertilidade em que a madeira explorada inicialmente já foi substituída por uma lavoura muito variada e pela criação de porcos a qual diariamente merece maior destaque. Por indicação dos turismólogos, atrai uma grande quantidade de visitantes o Salto do Roncador, com 80 metros de altura, no rio Capetinga.

## Turismo
O município possui grande potencial turístico, principalmente em esportes de aventura, com 120 cachoeiras já catalogadas em todo município. Destacam-se na prática de canionismo o Cânio do Lado, Canion da Jaboticabeira de Cachoeiras no Rio Araçá.
Outra atividade em destaque no município é o voo de balão. Desde o ano de 2015 o município recebe visitantes do Brasil todo para realizar os voos de balão pelo céu de Anchieta
A partir do ano de 2015 o município passou a ganhar destaque pela Rota dos Cânions organizada pelo guia Anderson Cavasin da Ar Livre Ecoturismo que passa por diversas cachoeiras e por vezes com voos de balão. Por tamanha grandiosidade do projeto equipes de TV local da RBS TV Chapecó e RIC TV Chapecó estiveram fazendo a cobertura do movimento turístico ao decorrer do ano.
O município conta com um hotel de características sulinas, o Hotel Belvedere que se encontra em uma área mais alta do município, logo após o portal.
Há também uma casa de festas, a West Music Pub que movimenta a região com shows de músicos consagrados (Edson e Vinicius), bem como música eletrônica e música regional.
Anualmente é realizada a Exposição Regional de Orquídeas, sempre no período do feriado de 7 de setembro. A exposição é realizada pela ADORA (Associação de Orquidófilos Anchietenses) que é formada por entusiastas de orquídeas e outras plantas no município.

## Educação
O município conta com uma escola com ensino médio, a Escola de Educação Básica Professor Osni Paulino da Silva, outras três com ensino fundamental: Escola de Ensino Fundamental Padre Reinaldo Stein, Escola de Ensino Fundamental João Café Filho e Escola Bairro Xavantes. Há também outras instituições de ensino para crianças, o Centro Municipal (CMEIF), Creche e outras pequenas escolas do interior. Durante sua história se fez muito presente o antigo CENEC, o Colégio Cenicista, que atualmente encontra-se fechado, em posse da Igreja Matriz que faz uso do prédio com outros projetos em parceria com a prefeitura.
Várias empresas de ensino superior já tentaram formar pessoas no município, mas sem sucesso, talvez pelo pouco público ou pelas aulas totalmente a distância.

## Economia
Tem uma economia baseada em agricultura, bem como turismo.
Em 2015 se iniciou a maior obra no município, a PCH Garça Branca, um usina localizada na comunidade de Linha São Judas com divisa pelo Rio das Antas com Guaraciaba. Teve orçamento de R$ 37 milhões e tem previsão de conclusão para 2018. Também possui empresas grandes à nível nacional como: CVL máquinas, BL Fibras e Plásticos, DiQualitá Estofados, Parpinelli Móveis. São empresas à nível nacional e internacional.